# بيرن أوت بارادايس
بيرن أوت بارادايس  (بالإنجليزية: Burnout Paradise)‏، هي لعبة فيديو من نوع سباق السيارات والعالم المفتوح، تم تطوير اللعبة من ستوديو كريتريون جيمز البريطانية، ومن نشر شركة إلكترونيك آرتس الأمريكية، صدرت في الأسواق يوم 22 يناير 2008، وسيتم إعادة إصدارها يوم 16 مارس 2018.